# Conus locumtenens
Espèce
Statut de conservation UICN

 LC  : Préoccupation mineure
Conus locumtenens est une espèce de mollusques gastéropodes marins de la famille des Conidae.
Comme toutes les espèces du genre Conus, ces escargots sont prédateurs et venimeux. Ils sont capables de « piquer » les humains et doivent donc être manipulés avec précaution, voire pas du tout.

## Description
La taille d'une coquille adulte varie entre 30 mm et 66 mm. La spire est cannelée et élevée de façon concave. La couleur de la coquille est jaunâtre ou blanc rosé, avec un réseau de couleur marron ou chocolat. Elle est parfois indistinctement bandée, avec des lignes de taches sur les bandes. L'ouverture est généralement teintée de rose. 

## Distribution
Cette espèce est présente dans la Mer Rouge, le Golfe d'Aden et dans l'océan Indien au large de la Somalie.

### Niveau de risque d’extinction de l’espèce
Selon l'analyse de l'UICN réalisée en 2011 pour la définition du niveau de risque d'extinction, cette espèce est présente depuis le centre de la mer Rouge jusqu'à et y compris le golfe d'Aden et le nord de la Somalie. En raison de son aire de répartition relativement large et de ses habitats situés dans des zones où les perturbations sont faibles, il est peu probable que cette espèce soit en danger. Elle a donc été classée dans la catégorie préoccupation mineure.

## Taxinomie

### Publication originale
L'espèce Conus locumtenens a été décrite pour la première fois en 1791 par le médecin, naturaliste, physiologiste et anthropologue allemand Johann Friedrich Blumenbach (1752-1840) dans « Handbuch der Naturgeschichte »,.

### Synonymes
- Conus (Leptoconus) locumtenens Blumenbach, 1791 · appellation alternative
- Conus acuminatus Hwass, 1792 · non accepté
- Conus coxianus G. B. Sowerby III, 1895 · non accepté
- Conus insignis G. B. Sowerby I, 1833 · non accepté
- Conus multicatenatus G. B. Sowerby II, 1865 · non accepté
- Conus schech Weinkauff, 1873 · non accepté
- Conus substitutus Link, 1807 · non accepté
- Conus viaderi Fenaux, 1942 · non accepté
- Conus vicarius (Röding, 1798) · non accepté
- Cucullus vicarius Röding, 1798 · non accepté
- Leptoconus locumtenens (Blumenbach, 1791) · non accepté

### Sous-espèces
- Conus locumtenens assilorenzoi (T. Cossignani & Assi, 2016)
- Conus locumtenens biggii (T. Cossignani & Assi, 2016)
- Conus locumtenens linae (T. Cossignani & Assi, 2016)
- Conus locumtenens locumtenens Blumenbach, 1791